# Паліводзізна
Паліводзізна (пол. Paliwodzizna, нім. Pahlweide) — село в Польщі, у гміні Ґолюб-Добжинь Ґолюбсько-Добжинського повіту Куявсько-Поморського воєводства.
Населення — 445 осіб (2011).
У 1975-1998 роках село належало до Торунського воєводства.

## Демографія
Демографічна структура станом на 31 березня 2011 року:
|          | Загалом | Допрацездатний вік | Працездатний вік | Постпрацездатний вік |
| -------- | ------- | ------------------ | ---------------- | -------------------- |
| Чоловіки | 225     | 54                 | 158              | 13                   |
| Жінки    | 220     | 45                 | 140              | 35                   |
| Разом    | 445     | 99                 | 298              | 48                   |